# Marisora unimarginata
Marisora unimarginata är en ödleart som beskrevs av Cope 1862. Marisora unimarginata ingår i släktet Marisora och familjen skinkar. Inga underarter finns listade i Catalogue of Life.
Det största kända exemplaret var utan svans 7,7 cm lång. Mellan två breda svarta strimmor på sidorna av huvudet och bålen förekommer på ovansidan ett kopparbrunt område med svarta fläckar. Nedanför de svarta strimmorna finns på varje sida en smal vit strimma. Sedan följer en mörkbrun strimma per sida och buken samt andra delar av undersidan är krämfärgade. Även armarna och bakbenen är krämfärgade men händerna och fötternas nedre delar är åter mörkbruna. I viss mån liknar arten Sphenomorphus cherriei och Celestus hylaius men de andra ödlorna saknar den vitaktiga strimman.
Utbredningsområdet ligger i Costa Rica, förutom landets nordöstra del och i Panama. Arten lever i låglandet och i bergstrakter upp till 1500 meter över havet. Marisora unimarginata vistas främst i tropiska skogar som kan vara fuktiga eller torra. Den besöker även vallar med sten som skiljer två odlingsmarker från varandra. Arten registrerades även på ön Isla Grande del Maíz som tillhör Nicaragua.
För beståndet är inga hot kända. IUCN listar arten som livskraftig (LC).